# Вільям Андерсон (VC)
Вільям Андерсон VC (28 грудня 1882 — 13 березня 1915) — шотландський кавалер Хреста Вікторії, найвищої та найпрестижнішої нагороди за доблесть перед обличчям ворога, якою можуть бути нагороджені сили Великої Британії та Співдружності націй. Він був посмертно нагороджений Хрестом Вікторії під час Першої світової війни за свої дії під час битви при Нев-Шапель у березні 1915 року.

## Раннє життя
Андерсон народився в Далласі, Морей у Шотландії 28 грудня 1882 року в сім'ї Александра та Белли Андерсон. Пізніше сім'я переїхала до Форрес, де він навчався в Академії Форрес. Після закінчення навчання він переїхав до Глазго і протягом кількох років працював кондуктором трамвая Корпорації Трамваїв.
У 1905 році Андерсон вступив до Британської армії, приєднавшись до 2-го батальйону Йоркширського полку, також відомого як Грін Говардс, на семирічний термін служби, його брат Джеймс уже служив у батальйоні. Вільям провів час у Єгипет, Південна Африка та Британській Індії, на Північно-Західному кордоні. Після закінчення терміну служби Андерсон повернувся до Глазго і працював у лікарні Елдера в Гован. На цьому етапі він був заручений і планував емігрувати до Південної Африки.

## Перша світова війна
Андерсон все ще жив в Англії, ще не завершивши переїзд до Південної Африки, коли спалахнула Перша світова війна. Оскільки він був резервістом, його незабаром призвали до британської армії. У листопаді 1914 року він знову приєднався до 2-го батальйону Йоркширського полку, батальйону, в якому він раніше служив, який зараз перебував на Західному фронті у Франції в складі 7-ї дивізії. На цьому етапі він був виконуючим обов'язки капрала.
У березні 1915 року 7-ма дивізія брала участь у битві при Нев-Шапель. Вона вступила в бій 11 березня, під час якого Андерсон був одним із групи людей, які брали участь у бомбардуванні. Він брав участь в іншому бомбардуванні наступного дня, коли його рота намагалася повернути землю, втрачену німцям напередодні. Саме за цю дію він був нагороджений Хрестом Вікторії (VC). VC, заснований у 1856 році, був найвищою нагородою за доблесть, якою можна було нагородити солдата Британської імперії. У цитаті було сказано:
|  | За найвидатнішу хоробрість у Нев-Шапель 12 березня 1915 року, коли він повів трьох людей з бомбами проти великої групи ворога, яка увійшла в наші окопи, і своїми швидкими та рішучими діями врятував те, що інакше могло б стати серйозною ситуацією. Капрал Андерсон спочатку кинув власні бомби, потім ті, що були в розпорядженні його трьох поранених людей, серед німців, після чого відкрив по них швидкий рушничний вогонь з великим ефектом, незважаючи на те, що на той час він був зовсім один. |

Його нагороду VC було опубліковано в травні 1915 року, але на той час Андерсон був мертвий, загинув у бою 13 березня 1915 року. Його останки так і не були знайдені, і він увічнений на Меморіал Ле Туре.

## Медаль
Оскільки батьки Андерсона померли, його брат Александер отримав VC Андерсона від генерал-лейтенанта Френсіса Девіса, колишнього командира 7-ї дивізії, на церемонії в Единбурзькому замку 19 травня 1920 року. Через кілька років VC був переданий музей Грін Ховардс у Річмонді, Йоркшир. Він увічнений на військовому меморіалі Форреса, а 15 березня 2015 року на честь Андерсона було встановлено пам'ятну дошку на військовому меморіалі в Далласі, де він народився.

## Зовнішні посилання
- Місце поховання Вільяма Андерсона "Франція"
- Розташування Хреста Вікторії Вільяма Андерсона "Музей Грін Говардс"